# Eutiara russelli
Eutiara russelli är en nässeldjursart som beskrevs av Bouillon 1981. Eutiara russelli ingår i släktet Eutiara och familjen Pandeidae. Inga underarter finns listade i Catalogue of Life.